# Anita O’Day Swings Cole Porter with Billy May
Anita O’Day Swings Cole Porter with Billy May — студийный альбом американской певицы Аниты О’Дэй, выпущенный в 1959 году на лейбле Verve Records. Альбом посвящён творчеству композитора Коула Портера, аранжировки для него подготовил трубач и композитор Билли Мэй.
В 1991 году альбом был переиздан на компакт-диске с дополнительными треками из других сессий.

## Отзывы критиков
| Оценки критиков                            | Оценки критиков |
| Источник                                   | Оценка          |
| ------------------------------------------ | --------------- |
| AllMusic                                   | [ 1 ]           |
| Billboard                                  | [ 2 ]           |
| Encyclopedia of Popular Music              | [ 3 ]           |
| MusicHound Jazz: The Essential Album Guide | [ 4 ]           |
| The Penguin Guide to Jazz                  | [ 5 ]           |
| The Rolling Stone Jazz & Blues Album Guide | [ 6 ]           |

В своей рецензии переиздания Скотт Яноу для AllMusic написал: «Хотя её эмоциональный диапазон шире, чем у Эллы Фицджеральд (которая ранее записала свой гораздо более известный сборник песен Коула Портера), как ни странно, голос О’Дэй звучит не так сильно на сете с Билли Мэем, как на шести „бонусных“ фрагментах. Тем не менее, на этом диске есть свои моменты, в том числе „I Get a Kick out of You“, „All of You“, „It’s Delovely“, „You’re the Top“ и две версии „Love for Sale“». В журнале Billboard отметил, что О’Дэй здесь в отличной вокальной форме. Нэт Хентофф из журнала HiFi Review: «Переосмысление Анитой О’Дэй стандартов Коула Портера по-настоящему стоящее, потому что она в значительной степени избегает застенчивых манер, которые портили её пение в последние пару лет. Без этих искажений её горячо личная, инструментализированная фразировка открывает новые перспективы даже для „Night and Day“. Анита относится к изысканным текстам Портера с умом и присущим ей жаждущим наслаждений духом. Более того, она действительно свингует с чувством юмора и весёлостью. Аранжировки Билли Мэя слишком предсказуемы, но они не особенно навязчивы». Из обзора журнала Cash Box: «Самые популярные (и самые стойкие) мелодии Коула Портера представлены во вдохновенном и основательном исполнении двух лучших свингеров. Анита О’Дэй в отличной вокальной форме, и с аранжировками Билли Мэя она восхитительно исполняет все песни. Успешная и блестящая встреча трёх великих талантов».

## Список композиций
Слова и музыка всех песен Коула Портера.
1. «Just One of Those Things» — 2:05
2. «Love for Sale» — 2:42
3. «You’d Be So Nice to Come Home To» — 1:48
4. «Easy to Love» — 2:01
5. «I Get a Kick Out of You» — 2:21
6. «All of You» — 1:40
7. «Get Out of Town» — 2:28
8. «I’ve Got You Under My Skin» — 1:47
9. «Night and Day» — 1:59
10. «It’s De-Lovely» — 2:03
11. «I Love You» — 1:56
12. «What Is This Thing Called Love?» — 2:30

Бонус-треки переиздания 1991 года
1. «You’re the Top» — 2:24
2. «My Heart Belongs to Daddy» — 2:51
3. «Why Shouldn’t I?» — 3:06
4. «From This Moment On» — 3:09
5. «Love for Sale» — 3:34
6. «Just One of Those Things» — 2:38

## Участники и даты записи
- Анита О’Дэй — вокал

Треки с 1 по 4 и 6 записаны 2 апреля 1959 года, треки 5 и с 7 по 12 — 9 апреля
- Оркестр Билли Мэя (состав неизвестен)

Трек 13 записан 8 декабря 1955
- Оркестр Бадди Бергмана:
  - Джо Мондрагон — бас
  - Барни Кессел — гитара
  - Джо Говард, Ллойд Эллиотт, Милт Бернхарт, Си Дзентер — тромбон
  - Элвин Столлер — ударные
  - Пол Смит — фортепиано

Трек 14 записан 7 апреля 1959
- Джимми Джуффри — аранжировка, дирижёр, язычковые инструменты
- Бадди Кларк — бас
- Фрэнк Розолино — тромбон
- Джек Шелдон, Ли Кацман — труба
- Эл Поллан — туба
- Лоуренс Марабл — ударные
- Джимми Роулз — фортепиано

Трек 15 записан 17 августа 1960
- Билл Холман — аранжировка, дирижёр
- Джо Мондрагон — бас-гитара
- Эл Хендриксон — гитара
- Чарли Кеннеди, Джо Мейни — саксофон-альт
- Джек Нимиц — саксофон-баритон
- Билл Перкинс, Ричи Камука — саксофон-тенор
- Боб Эдмондсон, Фрэнк Розолино, Лью Маккрири — тромбон
- Кенни Шройер — тромбон-бас
- Эл Порчино, Конте Кандоли, Рэй Трискари, Стю Уильямсон — труба
- Мел Льюис — ударные
- Лу Леви — фортепиано

Трек 16 записан 11 августа 1955
- Лерой Виннегар — бас-гитара
- Тал Фарлоу — гитара
- Ларри Банкер — ударные
- Джимми Роулз — фортепиано

Трек 17 записан 22 января 1952
- Ральф Бернс — аранжировка, фортепиано
- Эл Маккиббон — бас-гитара
- Сесил Пейн — саксофон-баритон
- Бадд Джонсон — саксофон-тенор
- Билл Харрис — тромбон
- Рой Элдридж — труба
- Дон Ламонд — ударные

Трек 18 записан 11 апреля 1954
- Монти Бадвиг — бас-гитара
- Барни Кессел — гитара
- Джеки Миллс — ударные
- Арнольд Росс — фортепиано

Все данные взяты из примечаний к альбому.